# SN 2005fz
SN 2005fz – supernowa typu Ia odkryta 21 września 2005 roku w galaktyce A220341+0034. W momencie odkrycia miała maksymalną jasność 20,80m.